# Zbójka dyktatorska
Zbójka dyktatorska (Harpactira dictator) – gatunek pająka z infrarzędu ptaszników i rodziny ptasznikowatych. Jest endemitem Południowej Afryki.

## Taksonomia
Gatunek ten opisany został po raz pierwszy w 1902 roku przez Williama Fredericka Purcella. Jako miejsce typowe autor ten wskazał farmę Bonnie Vale niedaleko Bushmans Drift nad Breede River w gminie Swellendam na terenie Południowej Afryki.

## Morfologia
Samce osiągają do 45 mm, a samice do 55 mm długości ciała. Karapaks jest ciemnobrązowy do czarnego, porośnięty płowoszarym owłosieniem z pasmami jedwabistych, rudożółtych do brązowych włosków rozchodzącymi się promieniście od jego środka. Między tymi pasmami pojawiać się mogą włoski czarnozielone. U samca karapaks jest mniej więcej tak długi jak nadstopie ostatniej pary. U samicy jest tak długi jak nadstopie i stopa ostatniej pary razem wzięte lub jeszcze dłuższy oraz mniej więcej tak długi jak goleń i nadstopie pierwszej pary lub dłuższy. Sternum i spody bioder są czarne, porośnięte włoskami całkiem czarnymi lub czarnymi z czerwonymi wierzchołkami. Odnóża są barwy karapaksu, porośnięte owłosieniem płowoszarym, przy czym końcówki włosków dłuższe oraz włoski wokół szczytów członów są jasne lub białawe z rudym odcieniem. U samca pierwsza para odnóży ma nadstopia silnie pośrodku zakrzywione, długością równe lub przekraczające odległość między jamkami a przednim brzegiem karapaksu. Opistosoma (odwłok) samca ma jedwabiste, rudożółte owłosienie krótkie, czarne oszczecinienie średniej długości i długie owłosienie barwy rudej. Na opistosomie samicy włosy krótkie tworzą wzór z płowoszarych plam i ciemnobrązowego tła. Szczeciny średniej długości są brązowe do czarnych, zwykle z jasnymi wierzchołkami. Włosy długie nad plamami są ciemne. Długość wierzchołkowego członu kądziołków przędnych jest równa lub większa niż długość wzgórka ocznego. Nogogłaszczki samca mają wyrostek bulbusa przysadzisty, ku wierzchołkowi zwarty, w części odsiebnej stosunkowo szeroki i spłaszczony, zaopatrzony w sigmoidalne załamanie.